# Baurina salu
Baurina salu (en kazakh, Баурына салу) és una pel·lícula kazakh de 2024 escrita i dirigida per Askhat Kutxintxerekov. Va ser elegida com a candidata kazakh a l'Oscar a la millor pel·lícula de parla no anglesa a la 97a edició dels premis, però finalment no va ser nominada. S'ha doblat i subtitulat al català.

## Sinopsi
Seguint l'antiga tradició nòmada baurina salu, en Iersultan va ser entregat en néixer a la seva àvia perquè el criés. Va créixer amb ressentiment i desconnexió amb els seus pares. Quan fa 12 anys, la seva àvia mor i ha de tornar a viure amb la família que amb prou feines coneix. Aquest procés coincideix amb una etapa de transformació i un intent de restaurar la relació entre ell i els seus pares, especialment el seu pare.